# صفی‌الله افضلی
صفی‌ الله افضلی (۱۳۳۳ ولسوالی غوریان هرات - ۱۶ تیر ۱۳۶۶، شاهراه تربت جام - تایباد) از فرماندهان مجاهدین افغان در زمان هجوم شوروی (۱۹۷۹-۱۹۸۹) به افغانستان بود و همچنین همسر آمنه افضلی وزیر پیشین وزارت کار و امور اجتماعی افغانستان.

## کودکی و خانواده
صفی‌ الله افضلی به سال ۱۳۳۳ خورشیدی در قریه قیسان از توابع ولسوالی (شهرستان) غوریان در ولایت هرات در غرب افغانستان به دنیا آمد.

## تحصیلات
تحصیلات ابتدایی را از زادگاه خود آغاز کرد. سپس به همراه خانواده به هرات کوچید و به سال ۱۳۵۳ خورشیدی از لیسه (دبیرستان) جامی هرات سند فراغت به دست آورد. او سال بعد (۱۳۵۴) وارد دانشگاه کابل شد و چهار سال بعد در پاییز ۱۳۵۷ از رشته بیولوژی (زیست‌شناسی) دانشکده ساینس (علوم) دانشگاه کابل دانشنامه لیسانس گرفت.

## نقش برادر و آغاز فعالیت‌های سیاسی
وی مبارزه را به راهنمایی برادر بزرگ‌ترش حفیظ الله افضلی دانش‌آموخته ژورنالیزم و ادبیات دانشگاه کابل آغاز کرد. در سال 1350 به رهنمائی برادر بزرگوارش، ستاره نهضت اسلامی (شهید حفیظ الله افضلی) در حلقه جوانمردان نهضت اسلامی در آمد. پس از آن که برادرش در سال ۱۳۵۴در نتیجه قیام بر ضد محمد داوود خان در ولایت پنجشیر دستگیر و بعدها در زندان دهمزنگ کابل کشته می‌شود. مرگ برادر، بر او تأثیری شگرف می‌گذارد و وی را در مسیر مبارزاتی‌اش استوارتر می‌نماید.در سال ۱۳۵۴ بر اثر فرماندهی کادر مرکزی نهضت، کسوت رزم مسلحانه پوشید تا همراه با دیگر همرزمان به سوی میدانگاه بشتابد و در پنجشیر و لغمان و غیره. او به تشدید مبارزات سیاسی و فرهنگی در محیط دانشگاه پرداخت تا این که در ماه میزان (آبان) ۱۳۵۷در زمان نورمحمد ترکی رییس جمهور وقت افغانستان دستگیر شد و در وزارت داخله (کشور) مورد تحقیق و بازجویی قرار گرفت. او پس از 12 روز از حبس رها شد و در پایان سال تحصیلی خود را به هرات رسانید و در در طرح‌ریزی شالوده قیام ۲۴حوت هرات نقش فعالی بازی کرد.

## فعالیت نظامی
او در هرات هسته مقاومتی را با عده معدودی که عمدتا افرادی شهری، تحصیل کرده و از نزدیکان و دوستانش بودند پایه نهاد. الیویه روی افغانستان‌‌شناس مشهور فرانسوی در کتاب افغانستان از جهاد تا جنگ‌های داخلی به این ویژگی‌های افضلی و افراد زیر فرمانش اشاراتی نموده است 

## کشته شدن-ترور
صفی الله افضلی سرانجام در ۱۶ سرطان (تیر) ۱۳۶۶ خورشیدی در شاهراه تربت جام- تایباد ایران کشته شد. آرامگاه وی اکنون در شهر هرات زادگاه او میباشد.

## بنیاد شهید افضلی
این بنیاد به گرامیداشت صفی الله افضلی و به منظور اهداف فرهنگی و اجتماعی در تاریخ ۱۳۹۰/۵/۱۲ خورشیدی در شهر هرات بنیان نهاده شد.